# Roland Schaack
Roland Schaack (7 luglio 1973) è un ex calciatore lussemburghese, di ruolo difensore.

## Carriera

### Club
Ha giocato nella massima serie lussemburghese con il Jeunesse Esch.

### Nazionale
Dal 2000 al 2001 ha giocato 5 partite con la Nazionale lussemburghese.